# Святой Лоренцо Джустиниани со святыми
«Святой Лоренцо Джустиниани со святыми» (итал. San Lorenzo Giustiniani e santi) — алтарная картина итальянского живописца Порденоне. Создана в 1532 году. Хранится в Галерее Академии в Венеции (в коллекции с 1815 года).

## Описание
Это алтарная картина, которая считается одним из выдающихся произведений, созданных художником в Венеции, предназначено для капеллы Ренье церкви Мадонна-дель-Орто.
Лоренцо Джустиниани был первым епископом, который носил сан венецианского патриарха (в то время патриархат был перенесен из города Градо). Его канонизировали только в 1690 году. В картине он изображен в момент, когда он благословляет святых Людовика Тулузского, Франциска Ассизского, Иоанна Крестителя, Бернардина Сиенского и каноников из Сан-Джорджо-ин-Альга, служивших в церкви, для которой предназначался алтарь.
Приверженность художника к маньеризму прослеживается в удлинённых фигурах, которые как бы «ввинчиваются» в пространство. Обнажённая мускулистая фигура Иоанна Крестителя, протягивающего жертвенного ягненка, прихотливо изогнута, что создаёт беспокойное ощущение и нарушает уравновешенность композиции.